# Felgyő
Felgyő là một thị trấn thuộc hạt Csongrád, Hungary. Thị trấn này có diện tích 76,73 km², dân số năm 2010 là 1306 người, mật độ 17 người/km².